# Ши Минь
Ши Минь (кит. трад. 施敏, пиньинь Shī Mĭn; 21 марта 1936, Нанкин — 7 ноября 2023), известный в США как Саймон Ши (англ. Simon Sze) — китайский физик, изобретатель энергонезависимой памяти на транзисторах с плавающими затвороми (1967), автор классического учебника по физике полупроводников (1969, русское издание — 1984), в русском издании которого его фамилия была ошибочно протранскрибирована как «Зи».
Ши Минь родился в Нанкине и вырос на Тайване. Получив в 1957 году диплом бакалавра Национального университета Тайваня, Ши уехал в США и обучался физике в Вашингтонском университете (магистр, 1960) и Стэнфорде (доктор, 1963). Ши проработал почти тридцать лет на Bell Labs, а в 1990 году вернулся на Тайвань и возглавил кафедру Национального Университета Цзяо Тун (NCTU).
Научные работы Ши 1960-х и 1970-х годов посвящены вопросам прикладной физики полупроводников — явлению лавинного пробоя, явлениям на границе раздела металл-полупроводник, микроволновым и оптоэлектронным устройствам. В 1967 году Ши Минь и Кан Дэвон предложили концепцию полевого транзистора с плавающим затвором — элементарной ячейки энергонезависимой памяти. Первая практическая реализация идей Ши и Кана, EPROM, была запатентована в 1971 году. В 1978 году последовали основанные на том же принципе EEPROM и флеш-память, в 1997 году — первые прецизионные микросхемы аналоговой памяти на плавающих затворах.
В 1969 году Ши выпустил первое английское издание обзорной монографии «Физика полупроводниковых приборов» (англ. Physics of Semiconductor Devices), впоследствии неоднократно переиздававшейся на шести языках. По данным ISI Press, книга Ши — самая цитируемая работа в своей области. В 1986—1990 годах Ши возглавлял редколлегию IEEE Electron Device Letters. Ши — лауреат премии Эберса 1991 года «за фундаментальный, новаторский вклад [в прикладную науку] и как автору широко используемых учебников и справочников по электронным приборам».